# La nonna Sabella
La nonna Sabella è un film del 1957 diretto da Dino Risi, tratto dall'omonimo romanzo di Pasquale Festa Campanile.

## Trama
Raffaele, studente napoletano, ha notizia che la sua amata nonna Sabella è morente.  Sconvolto, si reca subito a Pollena al capezzale della povera moribonda, e qui ritrova il paese addolorato per le condizioni di nonna Sabella. Tutti tranne la dolce Carmela, l'ormai matura sorella di Sabella completamente sottomessa a quest'ultima, e l'ufficiale postale Emilio, fidanzati da vent'anni, che non hanno potuto realizzare il loro sogno d'amore per l'ostinata opposizione da parte della nonnina. Ma nessuno aveva fatto i conti con l'arzilla vecchietta, che all'arrivo del nipote guarisce improvvisamente e svela i suoi piani, cioè quelli di far tornare al paese il nipote e costringerlo a fidanzarsi con la frivola e svampita Evelina, figlia di un facoltoso proprietario terriero. Raffaele però s'innamora della storica compagna di giochi Lucia, nipote di Emilio, rivista al proprio ritorno in paese. Raffaele ed Emilio si coalizzano contro la prepotenza di nonna Sabella e riescono a ingannarla. Con la complicità del parroco, infatti, Emilio sposerà in gran segreto l'antica fidanzata. Nonna Sabella dovrà quindi accettare il matrimonio della sorella e benedire il matrimonio del nipote con Lucia. Ma Sabella si prenderà la sua rivincita, costringendo i due sposini a ospitarla nel viaggio di nozze verso Roma.

## Incassi
Incasso accertato a tutto il 30 giugno 1965 £ 712.460.694

## Critica
"(...) Il film riesce infatti a sostenersi per tutto il primo tempo, grazie soprattutto a una sceneggiatura che (pur essendo meno svelta di quella di Poveri ma belli), non manca di trovate gustose e di scenette indovinate (...)"
"Il film vorrebbe essere un ameno quadretto di provincia e prospettare in chiave umoristica certe situazioni colte nella realtà. Sceneggiatori e regista hanno peraltro calcato la mano, imbottendo il racconto di luoghi comuni. La recitazione, specialmente quella di Rascel in una particina di parroco, risente di questa pesantezza di mano. Buona la fotografia."

## Manifesti e locandine
I manifesti cinematografici per l'Italia, furono realizzati dal pittore cartellonista Anselmo Ballester
- Il bozzetto

## Riconoscimenti
- 1957 - Festival Internazionale del Cinema di San Sebastián
  - Concha de Oro
- 1957 - II Festival del film comico di Bordighera
  - Ulivo d'oro

## Sequel
Il film ha avuto un sequel uscito l'anno dopo intitolato La nipote Sabella diretto da Giorgio Bianchi.